# Pseudotriakidae
Famille
Les Pseudotriakidae sont une famille de requins de l'ordre des Carcharhiniformes. Elle contient quatre espèces, réparties en trois genres.

## Liste des genres et espèces
Selon FishBase & ITIS et World Register of Marine Species (20 janvier 2015) (+ Last & Gaudiano 2011) :
- genre Gollum Compagno, 1973
  - Gollum attenuatus (Garrick), 1954 - Requin-chat gollum
  - Gollum suluensis Last & Gaudiano, 2011 - Requin-chat de Sulu
- genre Pseudotriakis Brito Capello, 1868
  - Pseudotriakis microdon Brito Capello, 1868 - Requin à longue dorsale
- genre Planonasus Weigmann, Stehmann & Thiel, 2013
  - Planonasus parini Weigmann, Stehmann & Thiel, 2013 - Fausse Roussette-pygmée

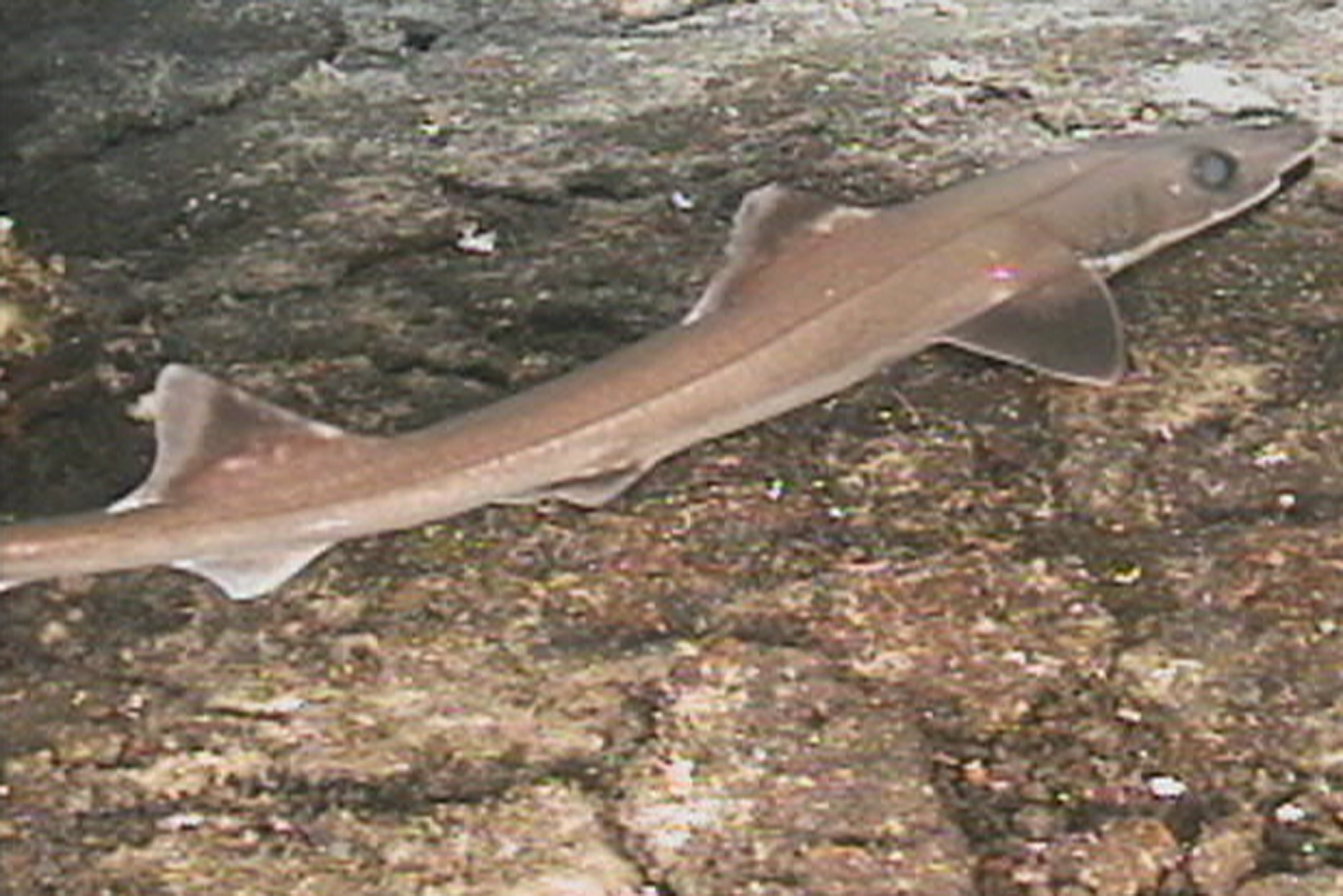
Gollum attenuatus
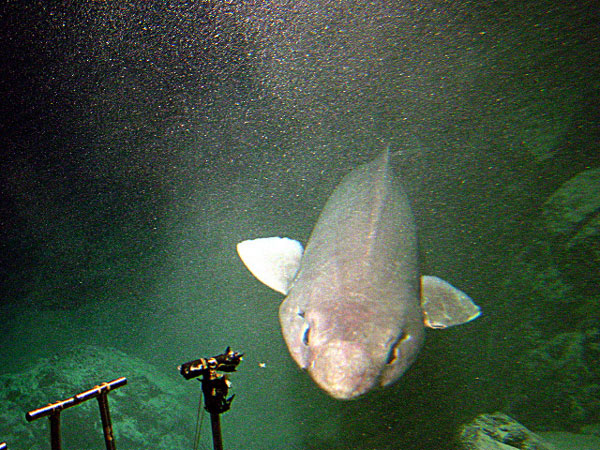
Pseudotriakis microdon